# El Hogar

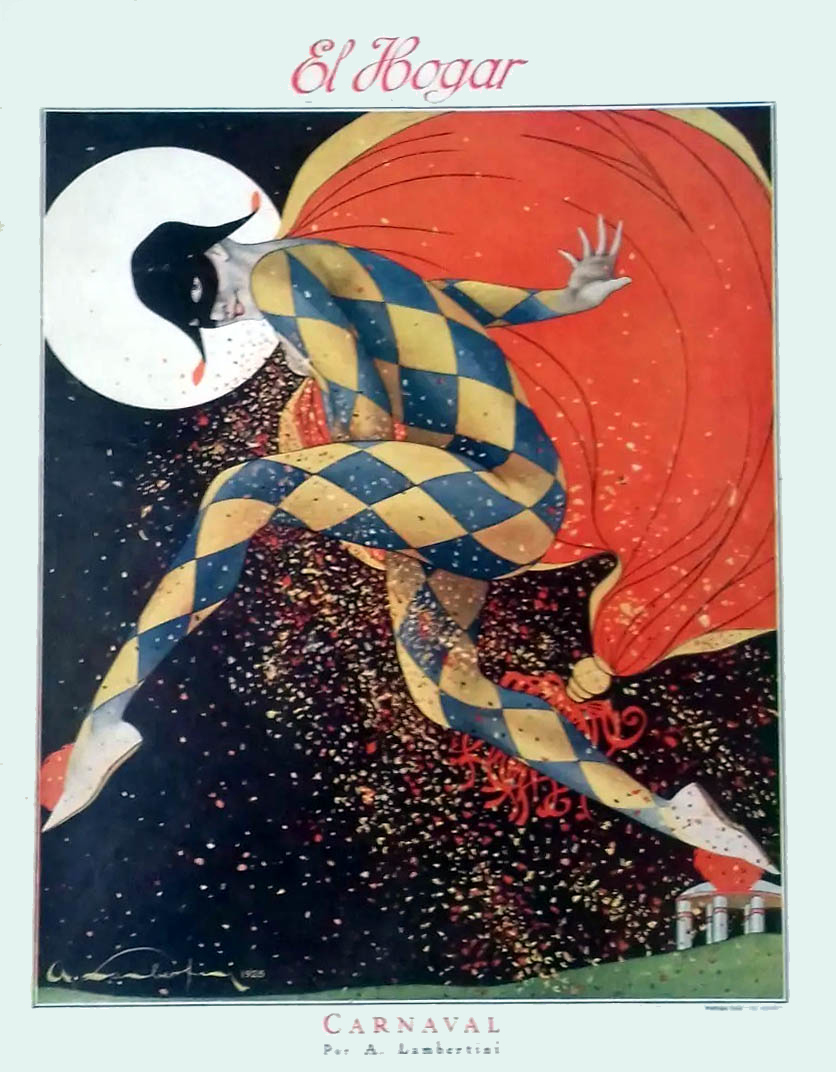
Portada de El Hogar de febrero de 1933 sobre el carnaval.

El Hogar fue una revista argentina fundada en 1904 por Alberto M. Haynes y editada por la Editorial Haynes.
Comenzó con el nombre de «El Consejero del Hogar», "revista quincenal literaria, recreativa, de moda y humorística", pero sin mayor eco, hasta que pronto inició un cambio que apuntaba al gusto femenino de la clase media de la Argentina de la época y halagaba la vanidad de la clase alta, dedicando numerosas páginas a describir fiestas, casamientos, viajes, ropas y lugares de veraneo de las familias más tradicionales. El éxito fue significativo y lo acompañó con adelantos técnicos: simplificó el nombre a «El Hogar», adoptó características de semanario ilustrado y por primera vez utilizó tapas en tricomía.
El Hogar fue por mucho tiempo la revista de mayor venta y el público reconocía en ella a la publicación más identificada con un incipiente estilo de vida nacional. Vastos sectores de la sociedad argentina se identificaban con ella y era el espejo de los principales acontecimientos sociales y políticos. Interesaba tanto a las mujeres como a los hombres, a los jóvenes como a los adultos, a la gente del Interior del país como a la de la ciudad de Buenos Aires. Intentaba perpetuar sucesos, establecer modas y costumbres y consagrar escritores.
Fue la pionera que sacó a las revistas argentinas de los límites del país al tener difusión internacional. El Hogar llegaba a los principales centros del mundo como algo más que un semanario impreso en Buenos Aires; era también una publicación elaborada por argentinos, que hacía conocer firmas, literatura y pensamiento argentino. Exaltaba las tradiciones (por ejemplo las gauchescas), el arte, el folclore, la historia, los usos y cosas cotidianos, los héroes de la nacionalidad (por ejemplo José de San Martín o Manuel Belgrano). Al conmemorarse el primer centenario de la independencia argentina, El Hogar recurrió al excelente ilustrador José María Cao Luaces (más conocido como Cao) para una reseña editada el 7 de julio de 1916 de la caricatura y la historieta de Argentina.
El Hogar contribuyó a la difusión de la literatura argentina, exaltando el pasado literario y abriendo sus páginas a los principales expositores del pensamiento vernáculo, como Enrique Méndez Calzada, Eduardo González Lanuza, Manuel Mujica Lainez, Josué Quesada, Ernesto Mario Barreda, Horacio Quiroga, Conrado Nalé Roxlo, Julio Aramburu, Jorge Luis Borges, Roberto Arlt, César Tiempo y otros. Entre 1936 y 1939 Borges estuvo a cargo de la sección Libros y autores extranjeros de la revista, pero colaboró en ella entre 1935 y 1958.
Las secciones más leídas y comentadas era una serie gráfica («Don Pancho Talero y su familia», de Arturo Lanteri) y «La Paja en el Ojo ajeno». El atractivo mayor residía, sin embargo, en la reproducción gráfica de los acontecimientos sociales y las fotografía de las damas, casas y objetos de las familias tradicionales. Los padres celosos de las buenas costumbres encontraban en El Hogar un fiel aliado que fortificaba la vida doméstica.